# Ólafur Jóhann Sigurðsson
En aquest nom islandès, el darrer nom és un patronímic, no pas un cognom. La manera de referir-se a aquesta persona és pel nom de pila.
Ólafur Jóhann Sigurðsson (Hlíð, 26 de setembre de 1918-Reykjavík, 30 de juliol de 1988) és un escriptor islandès guardonat el 1976 amb el prestigiós Premi de Literatura del Consell Nòrdic pels seus poemaris Að laufferjum i Að brunnum.
És fill de Sigurður Jónsson i Thora Ingibjörg Jónsdóttir i va créixer a Hlíð (avui Garðabær). Va passar la seva infantesa en una zona rural després d'un breu període a Reykjavík. Va publicar el seu primer llibre amb 16 anys.
Casat amb Anna Jónsdóttir Sigurðsson, Ólafur Jóhann Sigurðsson és el pare de l'oceanògraf Jón Ólafsson i de l'escriptor Ólafur Jóhann Ólafsson.